# Ulmer Volksfest

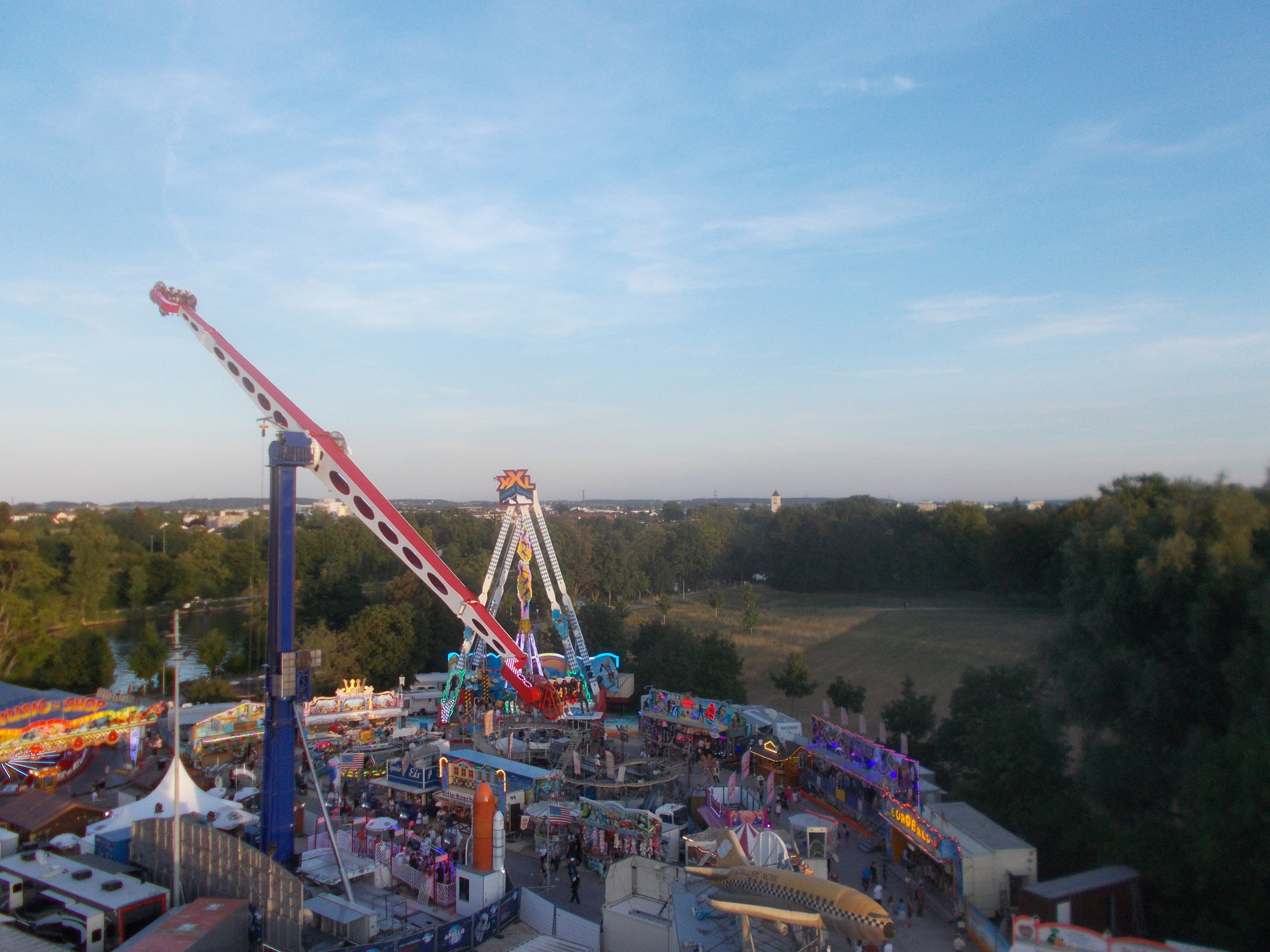
Blick vom Riesenrad auf das Ulmer Volksfest 2022

Das Ulmer Volksfest ist ein einmal jährlich stattfindendes Volksfest in der Friedrichsau in Ulm.

## Geschichte
Im Jahr 1429 gewährte der spätere Kaiser Sigismund Ulm die Erlaubnis zum Abhalten eines Jahrmarktes. Das Ulmer Volksfest findet in der Friedrichsau statt, dauert 11 Tage und endet immer am Schwörmontag um 24 Uhr. Seit 2019 findet das Volksfest immer noch die ganze Woche nach dem Schwörmontag bis Sonntag statt und dauert somit 17 Tage. Das Ulmer Volksfest ist eines der ältesten Volksfeste Deutschlands und wird jährlich von rund einer viertel Million Menschen besucht.
Veranstaltet wird das Volksfest durch die IG ULMER VOLKSFEST.
Seit 2015 wird das Volksfest von der VMV GmbH durchgeführt.